# Edad de oro

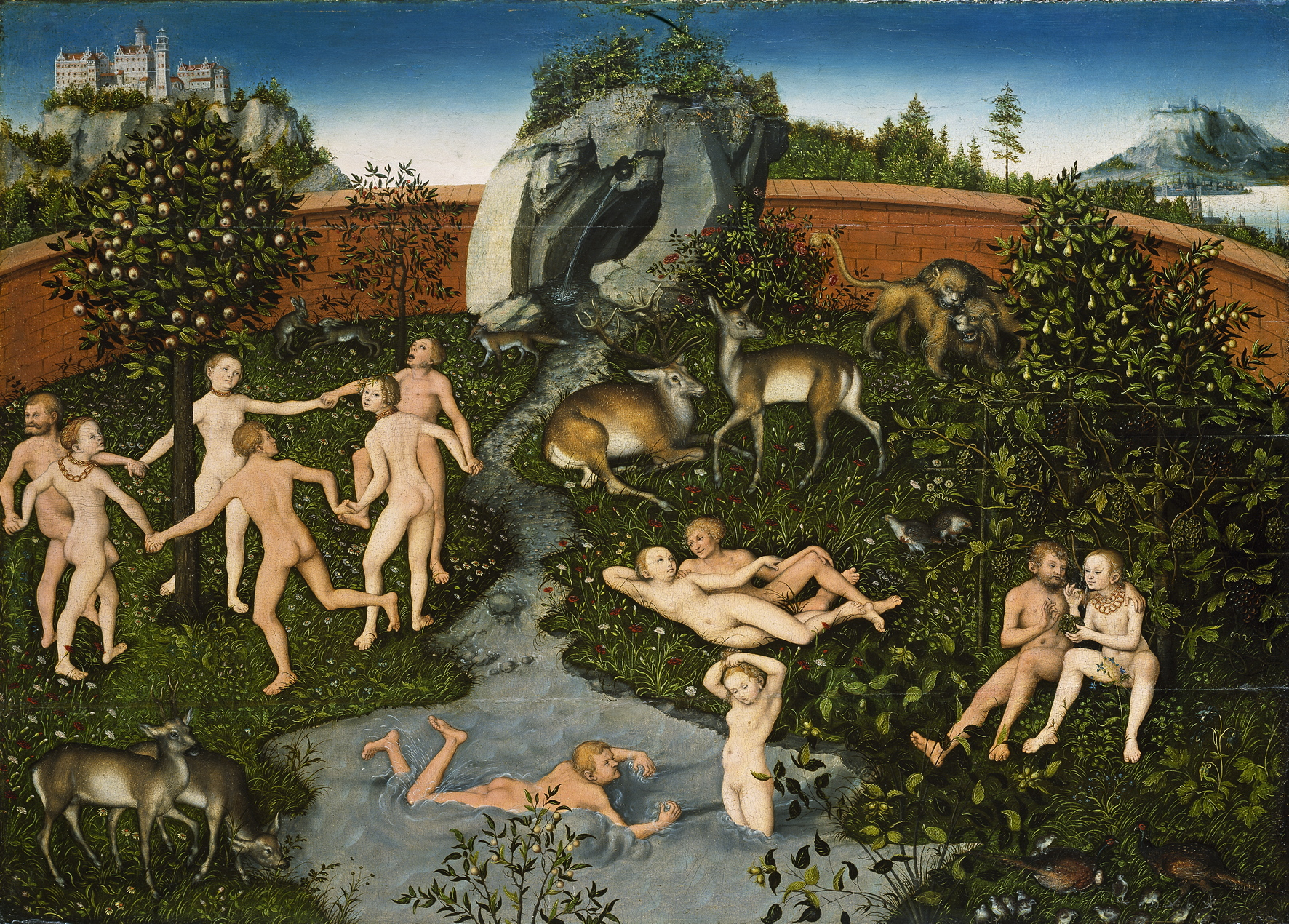
La edad de oro, h. 1530 de Lucas Cranach el Viejo.

El término edad de oro proviene de la mitología griega y fue recogido por primera vez por el poeta griego Hesíodo. Se refiere al mito respecto a una etapa inicial de las edades del hombre en la que este habría vivido en un estado ideal o utopía, cuando la humanidad era (según se cree) pura e inmortal. En las obras literarias, la edad de oro usualmente acaba con un acontecimiento devastador, que trae consigo la caída del hombre.

## Laedad de oroen la cultura occidental
La idea de una edad de oro aparece por vez primera en el poema los Trabajos y días de Hesíodo (mitad del siglo VIII a. C.). Según el poeta se trata de la primera edad mítica, el tiempo de «una dorada estirpe de hombres mortales», que «crearon en los primeros tiempos los inmortales que habitaban el Olimpo. Vivieron en los tiempos de Crono, cuando reinaba en el cielo;... » (Trabajos y días, versos 109 y siguientes). Hesíodo describe otras cuatro eras que sucedieron a la edad de oro en orden cronológico: la edad de plata, la edad de bronce, la edad de los héroes y la Edad del Hierro.
La mítica edad de oro descrita por Hesíodo está en la base de «toda la historia del pensamiento griego, alimentando los sueños de los que por diversas razones rechazan el mundo en que viven». La edad de oro
no conoce ni la guerra, ni el trabajo, ni la vejez, ni la enfermedad —las personas mueren en un sueño pacífico—, pues la tierra produce bienes en cantidad suficiente para satisfacer todas las necesidades y, por consiguiente, no hay razón para que surja ningún conflicto, por lo que las personas de la raza de oro llevan una vida tranquila y feliz.
El mito aparece también en el diálogo Político de Platón:

…No había en absoluto constitución, ni posesión de mujeres ni de niños, porque desde el seno de la tierra es de donde todos remontan a la vida, sin guardar ningún recuerdo de sus existencias anteriores. En lugar de esto, poseían en profusión los frutos de los árboles y de toda una vegetación generosa, y los recogían sin necesidad de cultivarlos en una tierra que se los ofrecía por sí misma. Vivían frecuentemente al aire libre, sin cama ni vestidos, ya que las estaciones eran de un clima tan agradable que no les ocasionaban molestias, y sus lechos eran nobles entre la hierba que crecía en abundancia.

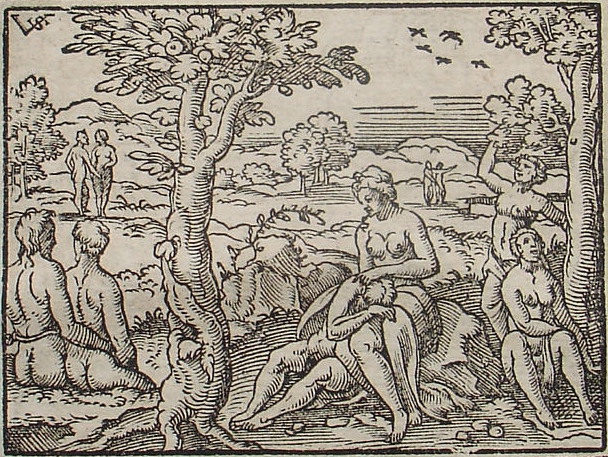
La Edad de oro. Grabado de Virgil Solis para una edición de Las metamorfosis.

Algunas obras pastorales de ficción representan la vida en una imaginaria Arcadia como continuación de la vida en la edad de oro; los pastores de tales tierras no permitieron que la civilización los corrompiese.
El poeta latino Ovidio también habla de las diferentes edades del hombre en Las metamorfosis. La edad de oro tuvo lugar inmediatamente después de la creación del ser humano cuando Saturno gobernaba el cielo, por lo que igualmente se la llamaba reinado de Saturno: era un tiempo de inocencia, de justicia, de abundancia y de bondad. La Tierra gozaba de una primavera perpetua, y los campos fructificaban sin necesidad de que los cultivasen. Mas Saturno fue lanzado a las tinieblas del Tártaro y Júpiter se convirtió en el amo del mundo, con lo que comenzó la edad de plata.
Se encuentra igualmente en las evocaciones de la edad de oro en otros autores y poetas latinos como Tíbulo, en una de sus elegías, y Virgilio, en las Geórgicas.
El polímata griego Posidonio, todavía en el siglo I a. C., atribuía a dicha primitiva edad de oro un insuficiente desarrollo técnico que sería paliado más adelante por los avances en la arquitectura, la agricultura o el arte textil. El también estoico Séneca retomó posteriormente el mito en su epístola xc a Lucilio, aunque rebajando dichos avances técnicos a meras «invenciones del ingenio humano, pero no de la sabiduría». Séneca no niega que tales hombres de la edad de oro no poseyeran un espíritu elevado pero, en todo caso, no les atribuye todavía la condición de virtuosos pues «eran inocentes por ignorancia»: el hombre sólo accederá a las auténticas virtudes por medio de la cultura.
En el siglo XVIII, Jean-Jacques Rousseau mantendrá el punto de vista opuesto a Séneca, y afirmará que el hombre sí era virtuoso en el denominado «estado de naturaleza» vigente durante la edad de oro. El filósofo ginebrino opone Naturaleza y Cultura, y en su Discurso sobre el origen de la desigualdad de los hombres trata de exponer la degradación que habría sufrido la primera a manos de la segunda. La civilización ha sido la causa de la corrupción y decadencia posteriores del hombre, según él.
No solo la literatura ha recogido la idea de una edad de oro, sino que la pintura acogió el tema, a partir del Renacimiento, usando sobre todo el símbolo del laurel.
En el siglo XVII también se acogió como tema literario, y permaneció como tema popular de tipo legendario.
La edad de oro (The Golden Age en inglés) es también el título de una obra del escritor estadounidense Gore Vidal; así como una película del cineasta hispano-mexicano Luis Buñuel.

### Cristianismo yedad de oro
La Iglesia católica nunca negó el mito de la edad de oro. «Los Padres de la Iglesia, sobre todo Agustín de Hipona y san Ambrosio, no dudaban de que en un principio Dios había creado el mundo para que sus riquezas fueran comunes a todos los hombres. Pero el pecado original había destruido este orden natural primitivo, obligando al hombre a trabajar y causando la desigualdad entre los hombres». La Iglesia aceptó esta desigualdad —«solo una élite de clérigos o laicos podía soñar con encontrar estas formas comunitarias e igualitarias que se encarnaban en la vida monástica»—, «pero a principios del siglo XIV, cuando las bases laica y eclesiástica de la sociedad feudal comienzan a resquebrajarse, la idea de un retorno a la igualdad natural va a presentarse para algunos como la única solución a los males de su tiempo, y el mito de la edad de oro va a verse reforzado con una crítica extremadamente viva de la desigualdad social». Probablemente el movimiento de los taboritas de Bohemia sea el más representativo de esta tendencia. Después de su fracaso renació en Alemania en el siglo XVI bajo el impulso del reformador Thomas Münzer y tuvo su epígono en el movimiento de los anabaptistas de Münster.

## Laedad de oroen diversas culturas
Una idea análoga puede encontrarse en las tradiciones religiosas y filosóficas de Asia. 
Por ejemplo, los Vedás (antiguos textos hinduistas escritos en sánscrito), concebían la historia en forma cíclica, con alternancia entre las edades oscuras y las de oro:
satiá iugá (edad de oro),
treta iugá (edad de plata),
dwapara iugá (edad de bronce) y
kali iugá (edad de hierro)
se corresponden con las cuatro edades griegas. Creencias similares pueden encontrarse en el antiguo Oriente medio y a través de todo el mundo antiguo.
Según Giorgio de Santillana, que fuera profesor de historia en el MIT y coautor del libro Hamlet's Mill, hay cerca de 200 mitos e historias folclóricas de 30 culturas antiguas que hablan de un ciclo de edades ligadas al movimiento de los cielos. Algunos creyentes utópicos, tanto políticos como religiosos, sostienen que la edad de oro volvería después de un período de decadencia. Otros consideran, en particular los hindúes modernos, que la edad de oro volverá gradualmente como una consecuencia natural de los cambiantes iugás (eras).